# Jefferson Orejuela
Jefferson Orejuela (n. San Lorenzo, Ecuador; 14 de febrero de 1993) es un futbolista ecuatoriano. Juega de centrocampista y su equipo actual es Huracán Buceo de la Primera División Amateur de Uruguay.

## Trayectoria

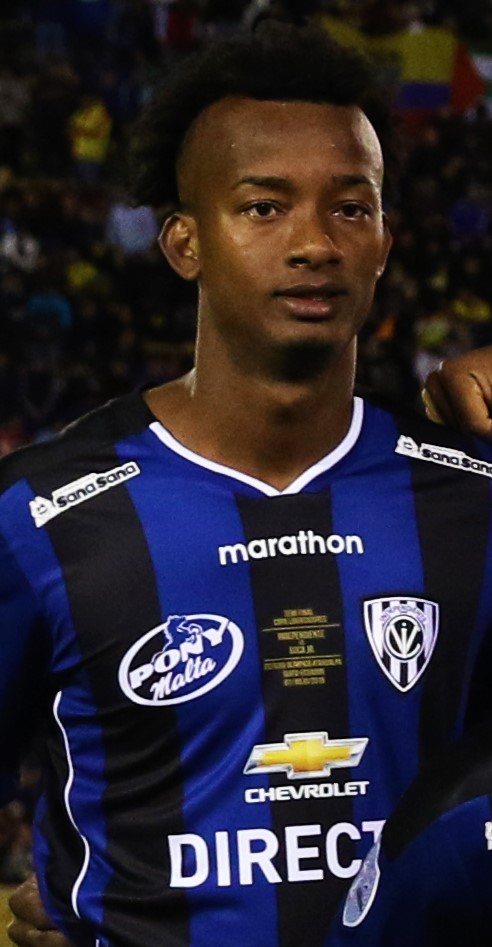
Orejuela con Independiente del Valle.

### Independiente del Valle
En el 2010 fue adquirido por el Independiente del Valle. Su debut en la Serie A de Ecuador fue en el 2012 en el partido Independiente del Valle contra Liga Deportiva Universitaria, el cual terminó empatado a un gol cada uno. Jugó cuatro partidos de la Copa Sudamericana, siendo pieza clave para su equipo.
En la Copa Libertadores ha jugado 22 partidos oficiales y en el 2016 llegó a ser su mejor temporada con su equipo donde pudo destacar y quedar subcampeón de la Copa Libertadores de América, y siendo llamado a la selección ecuatoriana de fútbol por sus buenas actuaciones en la Copa Libertadores y en el Campeonato Ecuatoriano de Fútbol.

### Fluminense
Además para la temporada 2017 es contratado por el Fluminense.

### Liga Deportiva Universitaria
Desde el año 2018 juega en Liga Deportiva Universitaria, con el cual obtuvo su primera medalla de campeón. Su contrato fue renovado para el año 2019.

### Querétaro y Barcelona
En 2020 es fichado por el Querétaro Fútbol Club de la Primera División de México en el cual no tuvo minutos jugando apenas ocho partidos por lo cual fue cedido al Barcelona Sporting Club de la Serie A de Ecuador donde tampoco pudo brillar bajando mucho su nivel y quedando en la banca casi toda la temporada.

### Emelec
El 19 de enero del 2021 fue fichado por el Club Sport Emelec de la Serie A de Ecuador en condición de préstamo por una temporada con opción a compra.

### Guayaquil City
El 15 de julio de 2022 se confirmó su vínculo con Guayaquil City, equipo de Serie A.

## Selección nacional
El 22 de agosto es convocado por Gustavo Quinteros para jugar los partidos ante Brasil y Perú correspondiente a las eliminatorias por Rusia 2018, sin embargo no disputó minutos en ambos partidos, el 6 de octubre es considerado por Gustavo Quinteros para arrancar de titular contra Chile y Bolivia, donde tuvo una muy buena participación en ambos encuentros, el 15 de noviembre es considerado por Gustavo Quinteros para arrancar de titular nuevamente contra Uruguay y Venezuela, en el año 2017 participó en cada uno de los partidos oficiales de la Tricolor.
Después de la eliminación de la selección en las eliminatorias 2018, participó en el 2018 y 2019 en los amistosos por parte de Hernán Darío Gómez también participó en la Copa América 2019 siendo este torneo la última vez que disputaría partidos en la tricolor debido a su actuación en la Copa América 2019 donde recibió duras críticas, bajo nivel en su club y conflictos con la FEF de Francisco Egas tras el escándalo del Piso 17, no fue tomado en cuenta por Jorge Célico para los amistosos jugados en 2019, posteriormente con la llegada de Gustavo Alfaro tampoco fue llamado, ni tomado en cuenta para las eliminatorias Catar 2022 y la Copa América 2021.

### Participaciones en eliminatorias
| Eliminatorias     | Sede            | Resultado    | Partidos | Goles |
| ----------------- | --------------- | ------------ | -------- | ----- |
| Eliminatoria 2018 | América del Sur | No clasificó | 10       | 0     |

### Participaciones en Copa América
| Copa              | Sede   | Resultado    | Partidos | Goles |
| ----------------- | ------ | ------------ | -------- | ----- |
| Copa América 2019 | Brasil | Primera fase | 3        | 0     |

### Partidos internacionales
Actualizado al último partido disputado el 24 de junio de 2019.
| \| N.° \| Fecha \| Ciudad \| Rival \| Resultado \| Resultado \| Competencia \| \| --- \| ------------------------ \| ----------------- \| -------------- \| --------- \| --------- \| ----------------------------------- \| \| 1. \| 6 de octubre de 2016 \| Quito \| Chile \| 3-0 \| Victoria \| Eliminatorias al Mundial Rusia 2018 \| \| 2. \| 11 de octubre de 2016 \| La Paz \| Bolivia \| 2-2 \| Empate \| Eliminatorias al Mundial Rusia 2018 \| \| 3. \| 10 de noviembre de 2016 \| Montevideo \| Uruguay \| 1-2 \| Derrota \| Eliminatorias al Mundial Rusia 2018 \| \| 4. \| 15 de noviembre de 2016 \| Quito \| Venezuela \| 3-0 \| Victoria \| Eliminatorias al Mundial Rusia 2018 \| \| 5. \| 23 de marzo de 2017 \| Asunción \| Paraguay \| 1-2 \| Derrota \| Eliminatorias al Mundial Rusia 2018 \| \| 6. \| 28 de marzo de 2017 \| Quito \| Colombia \| 0-2 \| Derrota \| Eliminatorias al Mundial Rusia 2018 \| \| 7. \| 8 de junio de 2017 \| Harrison \| El Salvador \| 3-0 \| Victoria \| Amistoso \| \| 8. \| 31 de agosto de 2017 \| Porto Alegre \| Brasil \| 0-2 \| Derrota \| Eliminatorias al Mundial Rusia 2018 \| \| 9. \| 5 de septiembre de 2017 \| Quito \| Perú \| 1-2 \| Derrota \| Eliminatorias al Mundial Rusia 2018 \| \| 10. \| 5 de octubre de 2017 \| Santiago de Chile \| Chile \| 1-2 \| Derrota \| Eliminatorias al Mundial Rusia 2018 \| \| 11. \| 10 de octubre de 2017 \| Quito \| Argentina \| 1-3 \| Derrota \| Eliminatorias al Mundial Rusia 2018 \| \| 12. \| 7 de septiembre de 2018 \| Harrison \| Jamaica \| 2-0 \| Victoria \| Amistoso \| \| 13. \| 11 de septiembre de 2018 \| Chicago \| Guatemala \| 2-0 \| Victoria \| Amistoso \| \| 14. \| 15 de noviembre de 2018 \| Lima \| Perú \| 2-0 \| Victoria \| Amistoso \| \| 15. \| 21 de marzo de 2019 \| Orlando \| Estados Unidos \| 0-1 \| Derrota \| Amistoso \| \| 16. \| 26 de marzo de 2019 \| Harrison \| Honduras \| 0-0 \| Empate \| Amistoso \| \| 17. \| 1 de junio de 2019 \| Miami \| Venezuela \| 1-1 \| Empate \| Amistoso \| \| 18. \| 9 de junio de 2019 \| Arlington \| México \| 2-3 \| Derrota \| Amistoso \| \| 19. \| 15 de junio de 2019 \| Belo Horizonte \| Uruguay \| 0-4 \| Derrota \| Copa América 2019 \| \| 20. \| 21 de junio de 2019 \| Salvador \| Chile \| 1-2 \| Derrota \| Copa América 2019 \| \| 21. \| 24 de junio de 2019 \| Belo Horizonte \| Japón \| 1-1 \| Empate \| Copa América 2019 \| |                          |                   |                |           |           |                                     |
| N.° | Fecha                    | Ciudad            | Rival          | Resultado | Resultado | Competencia                         |
| 1. | 6 de octubre de 2016     | Quito             | Chile          | 3-0       | Victoria  | Eliminatorias al Mundial Rusia 2018 |
| 2. | 11 de octubre de 2016    | La Paz            | Bolivia        | 2-2       | Empate    | Eliminatorias al Mundial Rusia 2018 |
| 3. | 10 de noviembre de 2016  | Montevideo        | Uruguay        | 1-2       | Derrota   | Eliminatorias al Mundial Rusia 2018 |
| 4. | 15 de noviembre de 2016  | Quito             | Venezuela      | 3-0       | Victoria  | Eliminatorias al Mundial Rusia 2018 |
| 5. | 23 de marzo de 2017      | Asunción          | Paraguay       | 1-2       | Derrota   | Eliminatorias al Mundial Rusia 2018 |
| 6. | 28 de marzo de 2017      | Quito             | Colombia       | 0-2       | Derrota   | Eliminatorias al Mundial Rusia 2018 |
| 7. | 8 de junio de 2017       | Harrison          | El Salvador    | 3-0       | Victoria  | Amistoso                            |
| 8. | 31 de agosto de 2017     | Porto Alegre      | Brasil         | 0-2       | Derrota   | Eliminatorias al Mundial Rusia 2018 |
| 9. | 5 de septiembre de 2017  | Quito             | Perú           | 1-2       | Derrota   | Eliminatorias al Mundial Rusia 2018 |
| 10. | 5 de octubre de 2017     | Santiago de Chile | Chile          | 1-2       | Derrota   | Eliminatorias al Mundial Rusia 2018 |
| 11. | 10 de octubre de 2017    | Quito             | Argentina      | 1-3       | Derrota   | Eliminatorias al Mundial Rusia 2018 |
| 12. | 7 de septiembre de 2018  | Harrison          | Jamaica        | 2-0       | Victoria  | Amistoso                            |
| 13. | 11 de septiembre de 2018 | Chicago           | Guatemala      | 2-0       | Victoria  | Amistoso                            |
| 14. | 15 de noviembre de 2018  | Lima              | Perú           | 2-0       | Victoria  | Amistoso                            |
| 15. | 21 de marzo de 2019      | Orlando           | Estados Unidos | 0-1       | Derrota   | Amistoso                            |
| 16. | 26 de marzo de 2019      | Harrison          | Honduras       | 0-0       | Empate    | Amistoso                            |
| 17. | 1 de junio de 2019       | Miami             | Venezuela      | 1-1       | Empate    | Amistoso                            |
| 18. | 9 de junio de 2019       | Arlington         | México         | 2-3       | Derrota   | Amistoso                            |
| 19. | 15 de junio de 2019      | Belo Horizonte    | Uruguay        | 0-4       | Derrota   | Copa América 2019                   |
| 20. | 21 de junio de 2019      | Salvador          | Chile          | 1-2       | Derrota   | Copa América 2019                   |
| 21. | 24 de junio de 2019      | Belo Horizonte    | Japón          | 1-1       | Empate    | Copa América 2019                   |

## Estadísticas

### Clubes
Actualizado al último partido disputado el 30 de octubre de 2024.
| Club                                   | Temporada           | Liga  | Liga  | Copas nacionales | Copas nacionales | Copas internacionales | Copas internacionales | Total | Total |
| Club                                   | Temporada           | Part. | Goles | Part.            | Goles            | Part.                 | Goles                 | Part. | Goles |
| -------------------------------------- | ------------------- | ----- | ----- | ---------------- | ---------------- | --------------------- | --------------------- | ----- | ----- |
| Independiente del Valle · Ecuador      | 2012                | 24    | 1     | —                | —                | 0                     | 0                     | 24    | 1     |
| Independiente del Valle · Ecuador      | 2013                | 30    | 1     | —                | —                | 4                     | 0                     | 34    | 1     |
| Independiente del Valle · Ecuador      | 2014                | 25    | 1     | —                | —                | 7                     | 0                     | 32    | 1     |
| Independiente del Valle · Ecuador      | 2015                | 39    | 1     | —                | —                | 2                     | 0                     | 41    | 1     |
| Independiente del Valle · Ecuador      | 2016                | 37    | 1     | —                | —                | 16                    | 1                     | 53    | 2     |
| Independiente del Valle · Ecuador      | Total               | 155   | 5     | 0                | 0                | 29                    | 1                     | 184   | 6     |
| Fluminense · Brasil                    | 2017                | 21    | 0     | 7                | 0                | 7                     | 0                     | 35    | 0     |
| Fluminense · Brasil                    | Total               | 21    | 0     | 7                | 0                | 7                     | 0                     | 35    | 0     |
| Liga Deportiva Universitaria · Ecuador | 2018                | 38    | 0     | —                | —                | 6                     | 0                     | 44    | 0     |
| Liga Deportiva Universitaria · Ecuador | 2019                | 18    | 0     | —                | —                | 9                     | 0                     | 27    | 0     |
| Liga Deportiva Universitaria · Ecuador | Total               | 56    | 0     | 0                | 0                | 15                    | 0                     | 71    | 0     |
| Barcelona S. C. · Ecuador              | 2020                | 16    | 0     | —                | —                | 3                     | 0                     | 19    | 0     |
| Barcelona S. C. · Ecuador              | Total               | 16    | 0     | 0                | 0                | 3                     | 0                     | 19    | 0     |
| C. S. Emelec · Ecuador                 | 2021                | 20    | 0     | 1                | 0                | 7                     | 0                     | 28    | 0     |
| C. S. Emelec · Ecuador                 | Total               | 20    | 0     | 1                | 0                | 7                     | 0                     | 28    | 0     |
| Guayaquil City · Ecuador               | 2022                | 10    | 0     | —                | —                | —                     | —                     | 10    | 0     |
| Guayaquil City · Ecuador               | Total               | 10    | 0     | 0                | 0                | 0                     | 0                     | 10    | 0     |
| Cuniburo · Ecuador                     | 2024                | 30    | 0     | 3                | 0                | —                     | —                     | 33    | 0     |
| Cuniburo · Ecuador                     | Total               | 30    | 0     | 3                | 0                | 0                     | 0                     | 33    | 0     |
| Huracán Buceo · Uruguay                | 2025                | 0     | 0     | 0                | 0                | —                     | —                     | 0     | 0     |
| Huracán Buceo · Uruguay                | Total               | 0     | 0     | 0                | 0                | 0                     | 0                     | 0     | 0     |
| Total en su carrera                    | Total en su carrera | 308   | 5     | 11               | 0                | 61                    | 1                     | 380   | 6     |

## Palmarés

### Campeonatos nacionales
| Título             | Club                         | País    | Año  |
| ------------------ | ---------------------------- | ------- | ---- |
| Serie A de Ecuador | Liga Deportiva Universitaria | Ecuador | 2018 |
| Copa Ecuador       | Liga Deportiva Universitaria | Ecuador | 2019 |
| Serie A de Ecuador | Barcelona S. C.              | Ecuador | 2020 |
| Serie B de Ecuador | Cuniburo                     | Ecuador | 2024 |

### Campeonatos regionales
| Título         | Club       | País   | Año  |
| -------------- | ---------- | ------ | ---- |
| Taça Guanabara | Fluminense | Brasil | 2017 |

### Distinciones individuales
| Distinción                                   | Año  |
| -------------------------------------------- | ---- |
| 11 ideal de la Copa Banco del Pacífico (AFE) | 2016 |